# یوهانسهو

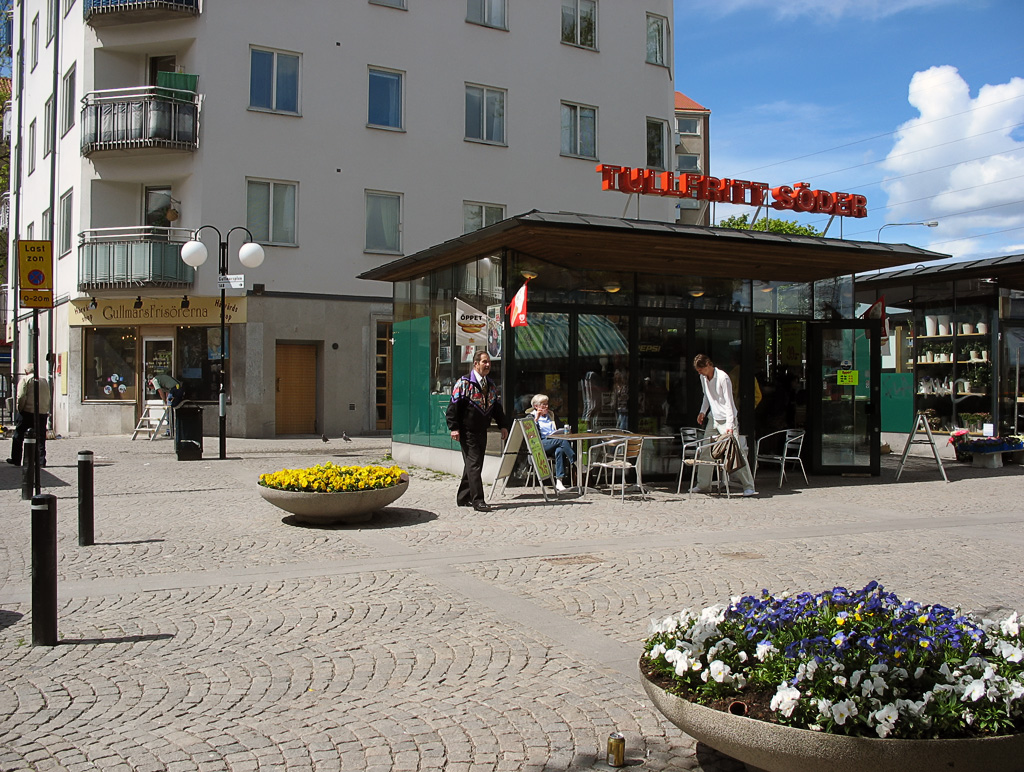
Gullmarsplan در Johanneshov

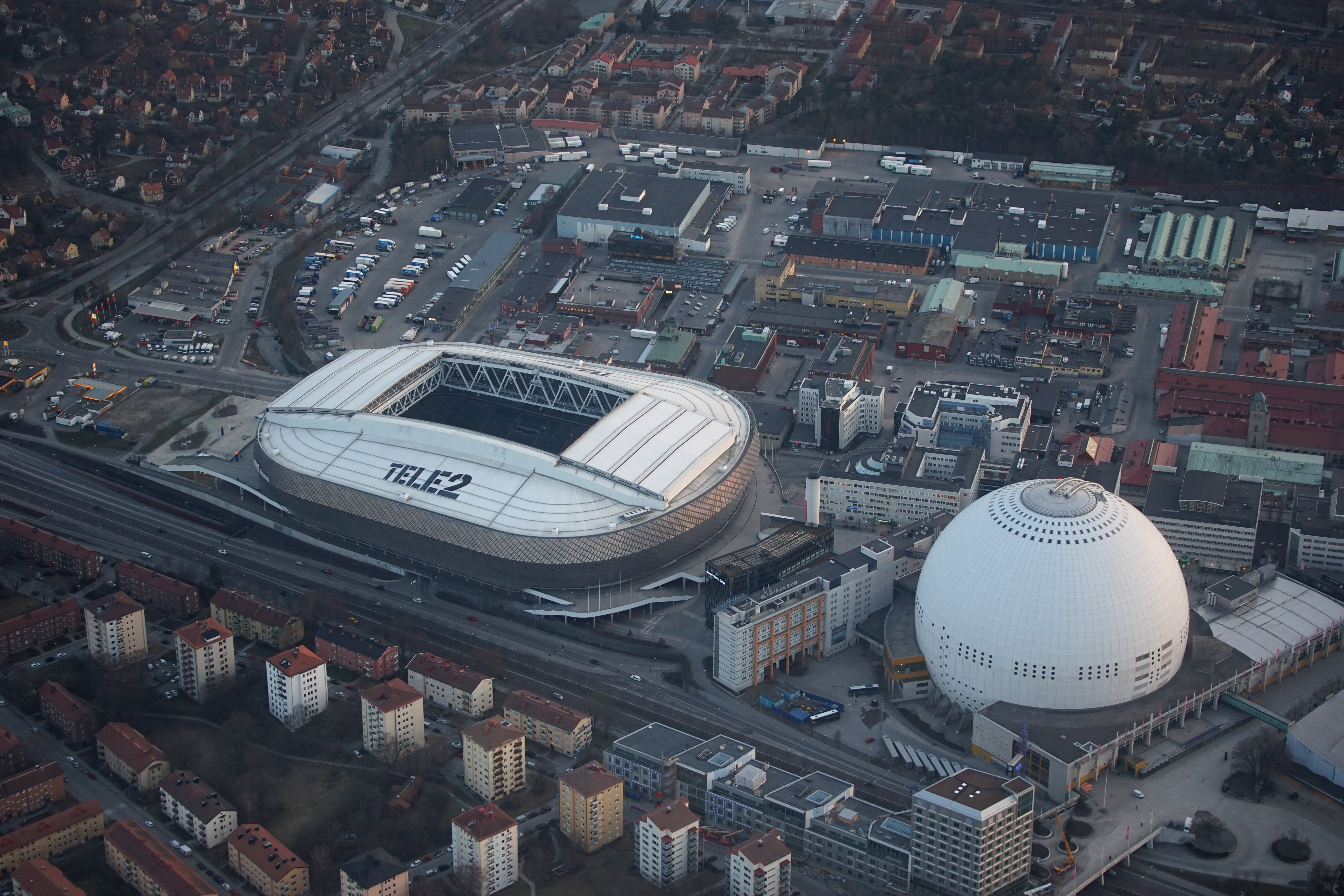
نمای هوایی، مارس ۲۰۱۸.

یوهانسهو یک منطقه در استکهلم است که در تقاطع جاده ملی ۷۳ و جاده ملی ۷۵ در بخش Enskede-Årsta-Vantör جنوب استکهلم در سوئد جای دارد.
باشگاه‌های فوتبال هامارابی و دیورگاردن با مرکزیت ورزشگاه تله۲ آرنا درین منطقه هستند. این ورزشگاه در سال ۲۰۱۳ ساخته شده‌است.
نشانه‌های اصلی این منطقه اریکسون گلوب و ورزشگاه تله۲ آرنا است.